# Steve Walsh
Steve Walsh (* 15. června 1951 St. Louis, Missouri, USA) je americký klávesista, zpěvák, hudební producent a skladatel. Je členem skupiny Kansas. V osmdesátých letech hrál se skupinou Streets.

## Diskografie
Seznam neobsahuje nahrávky skupiny Kansas.
Sólová
- Schemer Dreamer (1980)
- Glossolalia (2000)
- Shadowman (2005)
- Releases (singles) Dark Day & Faule Dr Roane (2007)

Ostatní
- Steve Hackett – Please Don't Touch (1978)
- Kerry Livgren – Seeds of Change (1980)
- The Dregs – Industry Standard (1982)
- Paul Barrére – On My Own Two Feet (1983)
- Streets – 1st (1983)
- Streets – Crimes in Mind (1985)
- Streets – King Biscuit Flower Hour Presents Streets nebo Live-Shakedown (1987)
- Blonz – Blonz (1990)
- Jeff Watson – Around The Sun (1993)
- Vince di Cola – In-Vince-ible! (2000)
- Christmas Collection with Father Rodgers – Remember The One (2000)
- Seventh Key – Seventh Key (2001)
- Trent Gardner – Leonardo – The Absolut Man (2001)
- The December People – Sounds Like Christmas (2001)
- Explorers Club – Raising the Mammoth (2002)
- Daniele Liverani – Genius – A Rock Opera (2002)
- Saint James Parish – Come Home for Christmas (2003)
- Khymera – Khymera (2003)
- Joel Kosche – Fight Years (2010)
- Roswell Six – Terra Incognita: A Line in the Sand (2010)